# 庫切里亞沃沃洛季米里夫卡
46°29′26″N 33°32′7″E / 46.49056°N 33.53528°E
庫切里亞沃沃洛季米里夫卡（烏克蘭語：Кучерявоволодимирівка）是位於烏克蘭南部的村莊，由赫爾松州卡霍夫卡區的恰普林卡市鎮負責管轄。該村始建於1921年，面積40平方公里，海拔高度36米，2001年人口713，人口密度每平方公里17.8人。